# Ophrys scolopax apiformis
Ophrys scolopax subsp. apiformis (Desf.) Maire & Weiller, 1960 è una pianta erbacea della famiglia delle Orchidacee.

## Descrizione
È una orchidea terrestre alta da 15 a 30 cm.
Presenta in genere 4 foglie basali e una caulina,  di forma più o meno lanceolata.
I fiori sono irregolarmente zigomorfi, con petali e sepali di colore dal bianco al lilla. Il labello è rigonfio e pubescente nella parte apicale, di forma trilobata, con un apicolo verdastro. La macula centrale del labello ricorda vagamente la lettera “H” ed è contornata da linee chiare (giallo - ocra chiaro).

## Biologia
Si riproduce per impollinazione entomofila ad opera dell'imenottero apoideo Eucera barbiventris.Questo fiore è privo di nettare per cui a impollinazione avvenuta l'insetto non ottiene nessuna ricompensa; questa specie può quindi essere classificata tra i “fiori ingannevoli”. 

## Distribuzione e habitat
Questa entità ha un areale stenomediterraneo occidentale: è presente nel Magreb, nella penisola iberica e in Italia, limitatamente a Sicilia e Sardegna.